# ATC代码 (A08)
ATC代码A08（减肥药,食品除外）是解剖学治疗学及化学分类系统的一个药物分组，这是由世界卫生组织药物统计方法整合中心所制定的药品及其它医用产品的官方分类系统。分组A08是A消化系统和代谢系统的一部分。
兽用代码（ATCvet码）可以在人用ATC代码前加Q字母：QA08等。没有相应人用ATC代码的ATCvet在以下列表中通过前置Q字母表示。
国家ATC分类可能包括列表中没有的其它分类，列表为世界卫生组织（WHO）版本。

## A08A 减肥药,食品除外（Antiobesity preparations, excluding diet products）

### A08AA 中枢作用的减肥药品（Centrally acting antiobesity products）
A08AA01 芬特明（Phentermine）
A08AA02 芬氟拉明（Fenfluramine）
A08AA03 安非拉酮（Amfepramone）
A08AA04 右芬氟拉明（Dexfenfluramine）
A08AA05 马吲哚（Mazindol）
A08AA06 乙非他明（Etilamfetamine）
A08AA07 去甲伪麻黄碱（Cathine）
A08AA08 氯苄雷司（Clobenzorex）
A08AA09 美芬雷司（Mefenorex）
A08AA10 西布曲明（Sibutramine）
A08AA56 麻黄碱，复方（Ephedrine, combinations）

### A08AB 外周作用的减肥药（Peripherally acting antiobesity products）
A08AB01 奥利司他（Orlistat）
QA08AB90 米瑞他匹（Mitratapide）
QA08AB91 Dirlotapide

### A08AX 其它抗肥胖症药Other antiobesity drugs
A08AX01 利莫那班Rimonabant